# Bar el Pastís
El bar el Pastís és un establiment situat al carrer de Santa Mònica del Raval de Barcelona, catalogat com a d'interès (categoria E2).

## Descripció
És un bar on es serveix pastís, un licor típic de l'Occitània oriental fet a partir d'anís i regalèssia. Té una sola obertura a la dreta del portal d'accés. A l'exterior disposa d'una fusteria situada arran de façana encaixada al marc de l'obertura. Aquesta és senzilla, amb uns cassetons de vidriera amb una porta de doble full situada a la dreta. A l'interior, l'espai és molt reduït, disposa d'una barra de fusta i destaca la decoració de les parets del bar.

## Història
Va ser fundat el 1947 pel matrimoni Folch, amb la idea de fer un típic bar d'estètica francesa i recuperar per a Barcelona l'ambient dels bars del port de Marsella. El primer propietari va pintar els quadres d'inspiració existencialista que es poden veure a l'establiment. A més, el local es va decorar amb cames de dones de maniquins amb els talons al sostre, un llum que recorda els bordells francesos, imatges d'actrius i cantants franceses i objectes antics.

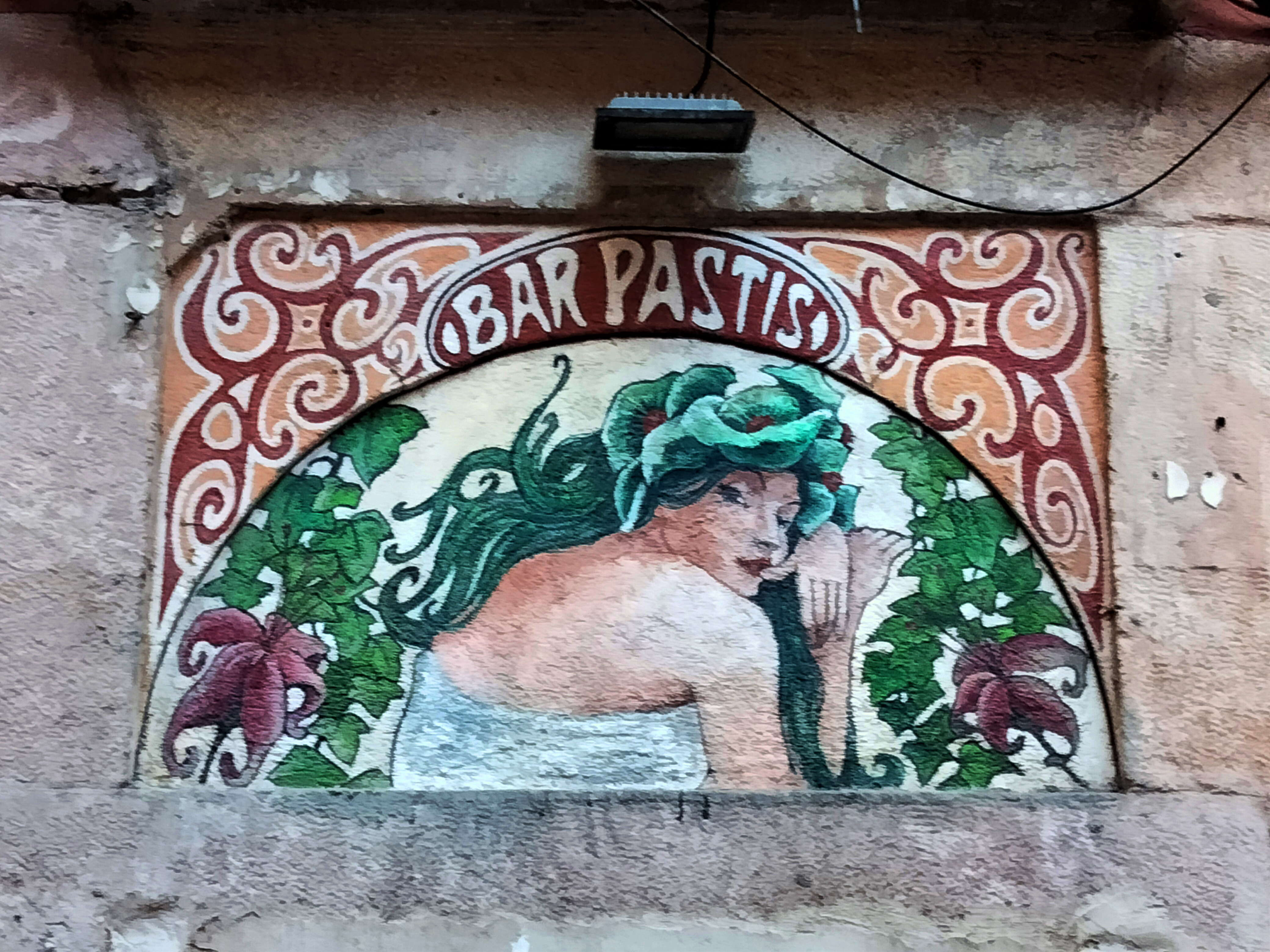
Detall ornamental de la façana

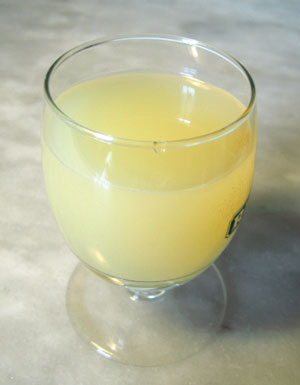
Got de pastís

Als 1980, el nou propietari José Ángel de la Villa va afegir un escenari per a espectacles de música en viu. Els dimarts hi ha tango; els dimecres, cantautors; els dijous, poesia, i els caps de setmana, música variada. La chanson francesa, des de la inauguració del bar, ha estat sempre molt present i sovint es pot escoltar als seus principals representants: Aznavour, Piaf, etc.
El 2005, el bar va sobreviure un conflicte entre el gerent i la propietària i va poder descartar que el local es tanqui.
El 2008, l'Ajuntament de Barcelona va exigir que s'insonoritzés el local, però el propietari s'hi va negar, ja que implicava tirar les parets i fer-ho tot nou, el que hauria destruït l'essència del local. Amb tot, l'Ajuntament va cursar una ordre de tancament. Finalment, es va aconseguir mantenir-lo obert després de la recollida de gairebé 3.000 signatures, la difusió de les amenaces de tancament en els mitjans de comunicació i un concert reivindicatiu que va tenir lloc a la sala Luz de Gas, en el qual van actuar Paco Ibáñez, Pi de la Serra i molts altres artistes.
El 2018, de la Vila es va jubilar i els propietaris del Circ Raluy van reprendre les activitats. Van tancar durant unes setmanes per fer reformes, sense tocar a l'essència del local.